# Ko Csao
Ko Csao (Ke Zhao) (kínaiul: 柯召, pinyin: kē zhào, 1910. április 12. – 2002. november 8.) kínai matematikus. Tajcsou (Taizhou)-ban (Csöcsiang (Zhejiang) tartományban) született. A Csinghua Egyetemen diplomázott 1933-ban, majd a Manchesteri Egyetemen szerzett PhD fokozatot Louis Mordell témavezetésével 1937-ben.
Fő kutatási területei az algebra, a számelmélet és a kombinatorika voltak. Kiemelkedő eredményeket ért el a kvadratikus formák és az Erdős–Ko–Rado-tétel terén, és áttörést ért el a Catalan-sejtés terén. (Ezt 2002-ben Preda Mihăilescu megoldotta és azóta Mihăilescu-tétel a neve). Erdős-száma 1. A Sichuani Egyetem professzora volt.